# Wiener Neustadt (district)
Het politieke district Bezirk Wiener Neustadt in de Oostenrijkse deelstaat Neder-Oostenrijk ligt in het oosten van het land, ten zuiden van de hoofdstad Wenen. Het district heeft een bizarre vorm en is als het ware in tweeën geknipt. Er wonen ongeveer 72.000 mensen. Het district bestaat uit een aantal gemeenten, die hieronder zijn opgesomd.

## Gemeenten en bijbehorende plaatsen
- Bad Fischau-Brunn
  - Bad Fischau, Brunn an der Schneebergbahn
- Bad Schönau
  - Almen, Bad Schönau, Leitenviertel, Maierhöfen, Schlägen, Schützenkasten, Wenigreith
- Bromberg
  - Breitenbuch, Bromberg, Schlag, Schlag, Schlatten
- Ebenfurth
  - Ebenfurth, Großmittel, Haschendorf
- Eggendorf
- Erlach an der Pitten
  - Brunn bei Pitten, Erlach, Linsberg
- Felixdorf
- Gutenstein
  - Gutenstein, Hintergschaid, Klostertal, Längapiesting, Steinapiesting, Urgersbach, Vorderbruck, Zellenbach
- Hochneukirchen-Gschaidt
  - Burgerschlag, Grametschlag, Gschaidt, Harmannsdorf, Hattmannsdorf, Hochneukirchen, Kirchschlagl, Loipersdorf, Maltern, Offenegg, Ulrichsdorf, Züggen
- Hochwolkersdorf
  - Hackbichl, Hochwolkersdorf (dorp), Hochwolkersdorf (Zerstreut), Rosenbrunn
- Hohe Wand
  - Gaaden, Maiersdorf, Netting, Stollhof
- Hollenthon
  - Blumau, Gleichenbach, Grohdorf, Hollenthon, Horndorf, Lehen, Michelbach, Mittereck, Obereck, Pürahöfen, Spratzau, Spratzeck, Stickelberg, Untereck
- Katzelsdorf
- Kirchschlag in der Buckligen Welt
  - Aigen, Kirchschlag in der Buckligen Welt, Lembach, Stang, Straß, Thomasdorf, Ungerbach
- Krumbach
  - Krumbach-Amt, Krumbach-Markt
- Lanzenkirchen
  - Frohsdorf, Haderswörth, Kleinwolkersdorf, Lanzenkirchen, Ofenbach
- Lichtenegg
- Lichtenwörth
  - Amlos, Feichten, Kaltenberg, Kühbach, Lichtenegg, Maierhöfen, Pengersdorf, Pesendorf, Pregart, Pregart, Pürahöfen, Purgstall, Ransdorf, Schlagergraben, Spratzau, Tafern, Thal, Tiefenbach, Wäschau, Wieden, Winkl
- Markt Piesting
  - Dreistetten, Markt Piesting
- Matzendorf-Hölles
  - Hölles, Matzendorf
- Miesenbach
- Muggendorf
  - Kreuth, Muggendorf, Thal
- Pernitz
  - Feichtenbach, Pernitz
- Rohr im Gebirge
- Schwarzenbach
  - Schwarzenbach, Schwarzenbach (Zerstreut)
- Sollenau
- Theresienfeld
- Waidmannsfeld
  - Neusiedl, Schallhof, Waidmannsfeld
- Waldegg
  - Dürnbach, Ober-Piesting, Oed, Peisching, Reichental, Waldegg, Wopfing
- Walpersbach
  - Klingfurth, Schleinz, Schleinz, Walpersbach
- Weikersdorf am Steinfelde
- Wiesmath
- Winzendorf-Muthmannsdorf
  - Emmerberg, Muthmannsdorf, Winzendorf
- Wöllersdorf-Steinabrückl
  - Steinabrückl, Wöllersdorf
- Zillingdorf
  - Zillingdorf, Zillingdorf-Bergwerk